# سالاد فصل (فیلم)
سالاد فصل فیلمی به کارگردانی فریدون جیرانی، نویسندگی جیرانی و خسرو شکیبایی و تهیه‌کنندگی سید کمال طباطبایی ساخته سال ۱۳۸۳ است. این فیلم در تاریخ ۱۲ مرداد ۱۳۸۴ بر روی پرده سینما رفت.

## خلاصه فیلم
لیلا طی اتفاق‌هایی با حمید دوستدار آشنا می‌شود و این آشنایی مسیر جدیدی را پیش روی او قرار می‌دهد، غافل از این که عادل مشرقی دل بستهٔ اوست...

## بازیگران
| بازیگر           | نقش             |
| ---------------- | --------------- |
| خسرو شکیبایی     | عادل مشرقی      |
| لیلا حاتمی       | لیلا سازگار     |
| محمدرضا شریفی‌نیا | حمید دوستدار    |
| مهناز افشار      | مهرانگیز کاشانی |
| رضا کرم رضایی    | پدر لیلا        |
| زهرا سعیدی       | مادر لیلا       |
| علی طباطبایی     | رضا             |

## جشنواره‌ها
| جشنواره                       | قسمت                       | نامزد           | نتیجه    | جایزه        |
| ----------------------------- | -------------------------- | --------------- | -------- | ------------ |
| بیست و سومین جشنواره فیلم فجر | بهترین بازیگر نقش اول زن   | لیلا حاتمی      | نامزدشده |              |
| بیست و سومین جشنواره فیلم فجر | بهترین بازیگر نقش مکمل مرد | خسرو شکیبایی    | برنده    | سیمرغ بلورین |
| نهمین دوره جشن خانه سینما     | بهترین صدابرداری           | محمود سماک باشی | نامزدشده |              |
| نهمین دوره جشن حافظ           | بهترین فیلمنامه            | فریدون جیرانی   | نامزدشده |              |